# Germanes Trung
Les Germanes Trung (vers 12 - 43) van ser dues germanes vietnamites que van liderar una rebel·lió contra els xinesos després de 247 anys d'ocupació. Els seus noms eren Trưng Trắc (徵側) i Trưng Nhị (徵貳). Són consideres heroïnes nacionals al Vietnam, on se les coneix com a Hai Bà Trưng (literalment «les dues dames Trung»).

## Biografia
Van néixer a Giao Chi (Jiaozhi), a l'actual Vietnam del Nord, en una família de militars. El seu pare era prefecte de Mê Linh (麊泠), i van rebre formació en les arts de la guerra. No es coneix l'any exacte dels seus naixements, però se sap que foren vers l'any 43 i que Trưng Trắc era més gran que Trưng Nhị.
Durant la visita d'un prefecte veí, Trưng Trắc es va enamorar del seu fill Thi Sách, i la parella es va casar ràpidament.

### Revolta
Thi Sách va oposar-se a les polítiques xineses expansionistes i d'assimiliació cultural forçada, i els xinesos el van fer executar. La seva vídua va prendre el lideratge de la causa i va passar a liderar amb la seva germana una insurrecció contra el domini xinès.
L'any 40, després d'aconseguir expulsar un petit contingent xinès de la seva vila, Trưng Trắc i Trưng Nhị van formar un exèrcit majoritàriament compost per dones. En qüestió de mesos van aconseguir prendre una seixantena de ciutadelles als xinesos i van alliberar el Vietnam del Nord. Van erigir-se en les reines del país, resistint els atacs dels xinesos durant dos anys.

### Derrota
Finalment els xinesos van reunir un gran exèrcit sota les ordres del veterà general Ma Yuan. Les germanes Trung van ser derrotades, i per no caure en mans del seus enemics es van suïcidar ofegant-se al riu Day l'any 43. Com a conseqüència de la victòria xinesa el protectorat va passar a ser una província de l'Imperi Han.

## Llegat

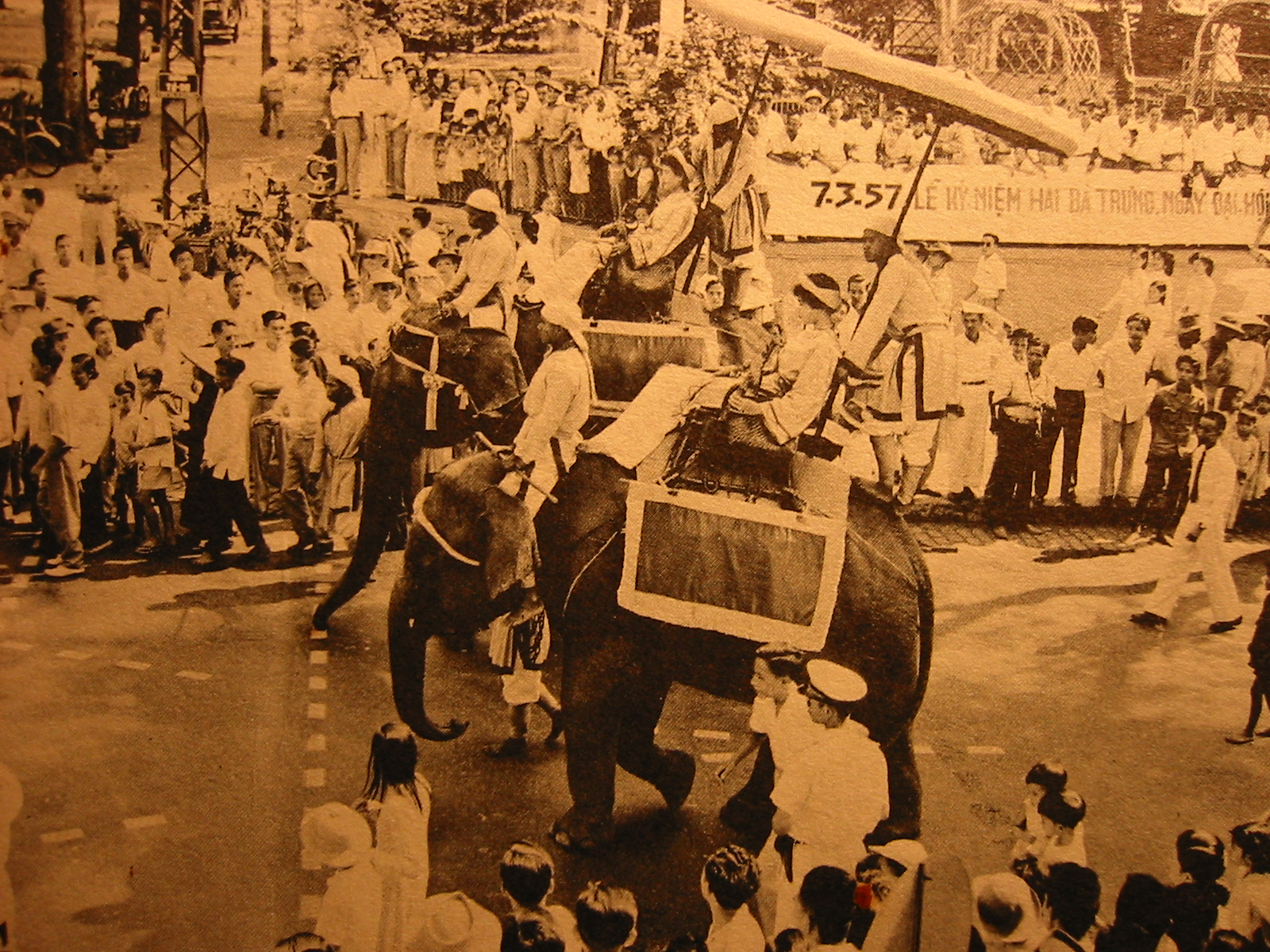
Desfilada a Saigon en honor de les germanes, amb dues dones en elefant en el seu record (1957)

Tot i que la seva revolta es produí fa gairebé dos mil anys, les germanes Trung continuen sent un símbol nacional al Vietnam. Se les sol representar cavalcant dos elefants de guerra.
Hi ha un gran nombre de temples budistes en el seu honor, dels quals el més conegut es troba a Hanoi. En aquesta ciutat també hi ha un districte batejat en honor seu. La festa anual que comemora la seva mort és observada per molts vietnamites.
Les històries de les germanes Trung i d'una altra dona guerrera famosa, Trieu Thi Trinh, fan pensar a alguns historiadors que abans del procés de sinització la societat vietnamita podria haver estat matriarcal, o que com a mínim no hi havia obstacles a l'accés de la dona en rols de lideratge.